# Negovski Vrh
Negovski Vrh je jednou ze 14 vesnic, které tvoří občinu Benedikt. Ve vesnici v roce 2002 žilo 21 obyvatel.

## Poloha, popis
Zeměpisné souřadnice obce Negovski Vrh jsou: 46°36′25.87″N 15°54′35.64″E
Sídlo se rozkládá u východní hranice občiny, na vysočině nazývané Slovenske Gorice v nadmořské výšce zhruba 285 m. Je to v Podrávském regionu na východě Slovinska. Rozloha obce je 0,34 km2.[zdroj?]